# Stegotheca amissa
Stegotheca amissa là một loài bướm đêm trong họ Geometridae.